# Heinrich-Zille-Straße (Radebeul)

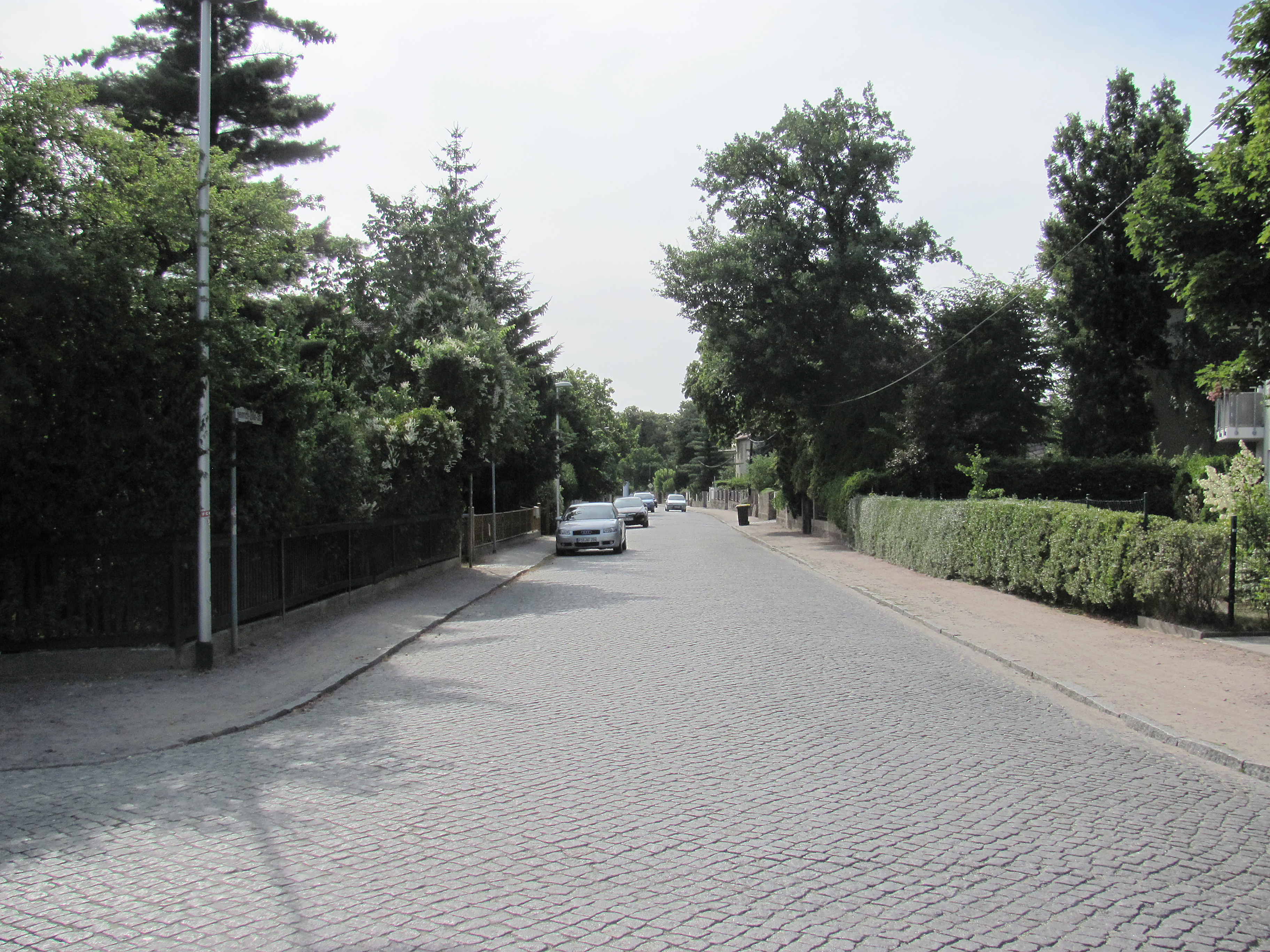
Heinrich-Zille-Straße, Blick Richtung Westen

Die Heinrich-Zille-Straße ist eine 1,7 km lange Innerortsstraße der sächsischen Stadt Radebeul, gelegen in den Stadtteilen Kötzschenbroda und Niederlößnitz.

## Bebauung

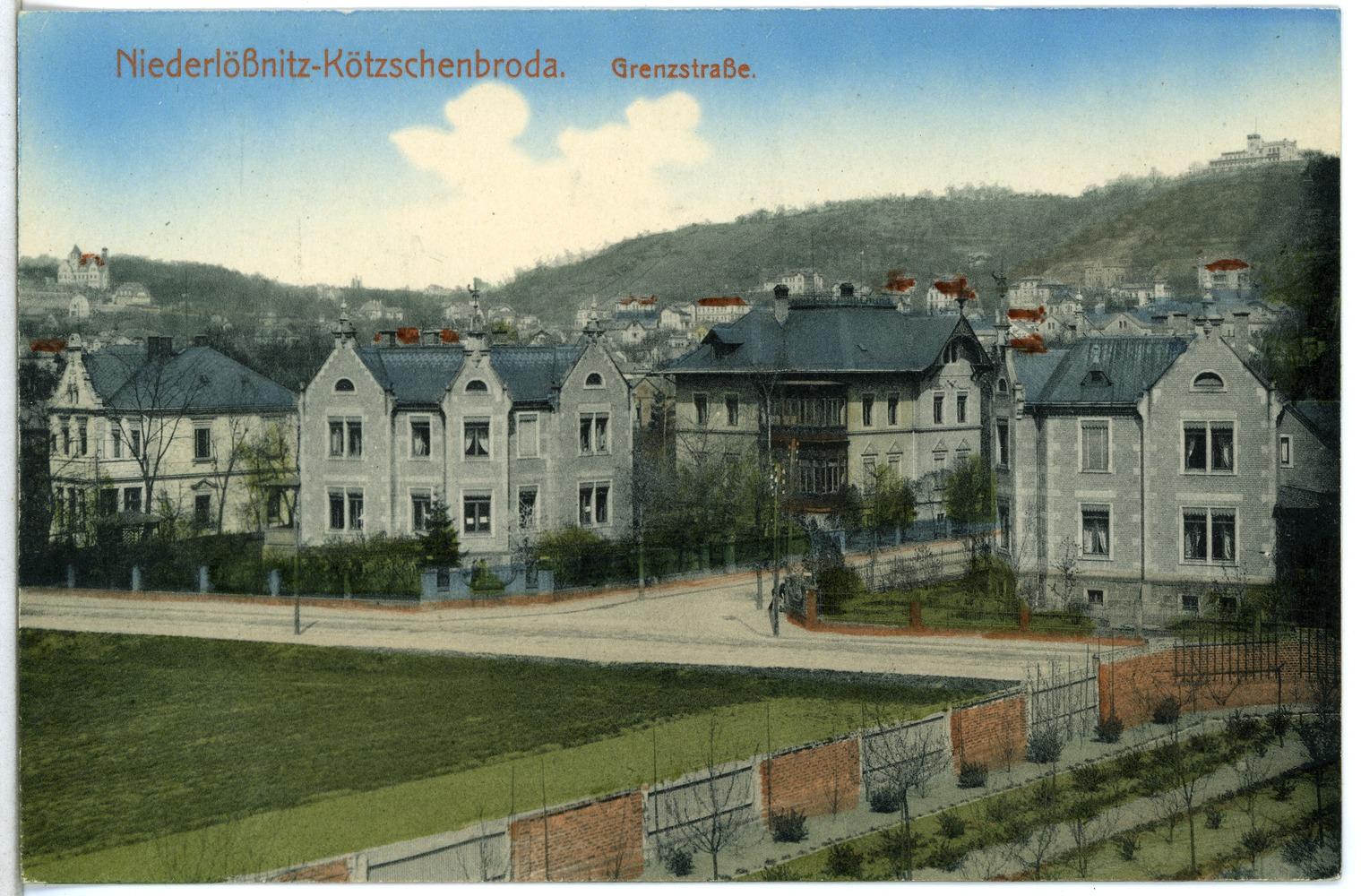
Heinrich-Zille-Straße (Grenzstraße, 1912) mit dem Abzweig der Thomas-Mann-Straße

Die Heinrich-Zille-Straße ist eine von West nach Ost durch Niederlößnitz bzw. am Rande von Kötzschenbroda verlaufende Wohnstraße. Sie beginnt an der Moritzburger Straße als Einbahnstraße und verläuft dann leicht schräg zur Meißner Straße bis zu ihrer Einmündung auf der Südseite der Winzerstraße, dort wo sie mit dieser den Dreiecksplatz des Zillerplatzes bildet.
Auf dem Weg nach Osten quert sie zahlreiche Wohnstraßen, auch kommt sie auf der Südseite des Rosa-Luxemburg-Platzes vorbei, an der denkmalpflegerischen Sachgesamtheit der Siedlung der Baugenossenschaft Kötzschenbroda sowie der Nordseite des Elblandklinikums Radebeul.
Die Benummerung der Heinrich-Zille-Straße beginnt an der Winzerstraße mit der Nr. 1 auf der südlichen Seite. Die letzten Hausnummern vor der Moritzburger Straße sind die ungerade Nr. 67 auf der Südseite und die gerade Nr. 86 auf der Nordseite.
Einige Kulturdenkmale liegen entlang der Straße und sind daher in der Liste der Kulturdenkmale in Radebeul-Kötzschenbroda bzw. Liste der Kulturdenkmale in Radebeul-Niederlößnitz (A–L) aufgeführt, teilweise auch mit Querstraßenadressen:
- Niederlößnitz: Nr. 1, Gotisches Haus (Nr. 5, abgebrochen), Siechenhaus Bethesda (Nr. 13), Steinernes Haus (Nr. 13a), Magdalenenasyl „Talitha kumi“ (Nr. 15), Siedlungshäuser der Baugenossenschaft Kötzschenbroda (Nrn. 20, 22, 24, 26, 28, 30, 32, 34, Dr.-Külz-Straße 16), Nr. 29a,[1] Nr. 36,[2] Siedlungshäuser Rosa-Luxemburg-Platz (Nr. 46/Alfred-Naumann-Straße 13, Rosa-Luxemburg-Platz 2/3/Alfred-Naumann-Straße 15), Rosa-Luxemburg-Platz 5, Nr. 56, Thomas-Mann-Straße 2, Thomas-Mann-Straße 1, Ledenweg 13, Nr. 66, Villa Josephine (Nr. 68), Gradsteg 19, Nr. 82, Horst-Viedt-Straße 1
- Kötzschenbroda: Dr.-Rudolf-Friedrichs-Straße 11, Nr. 39, Nr. 47, Nr. 51, Nr. 55, Nr. 59, Nr. 61, Moritzburger Straße 8

## Namensgebung

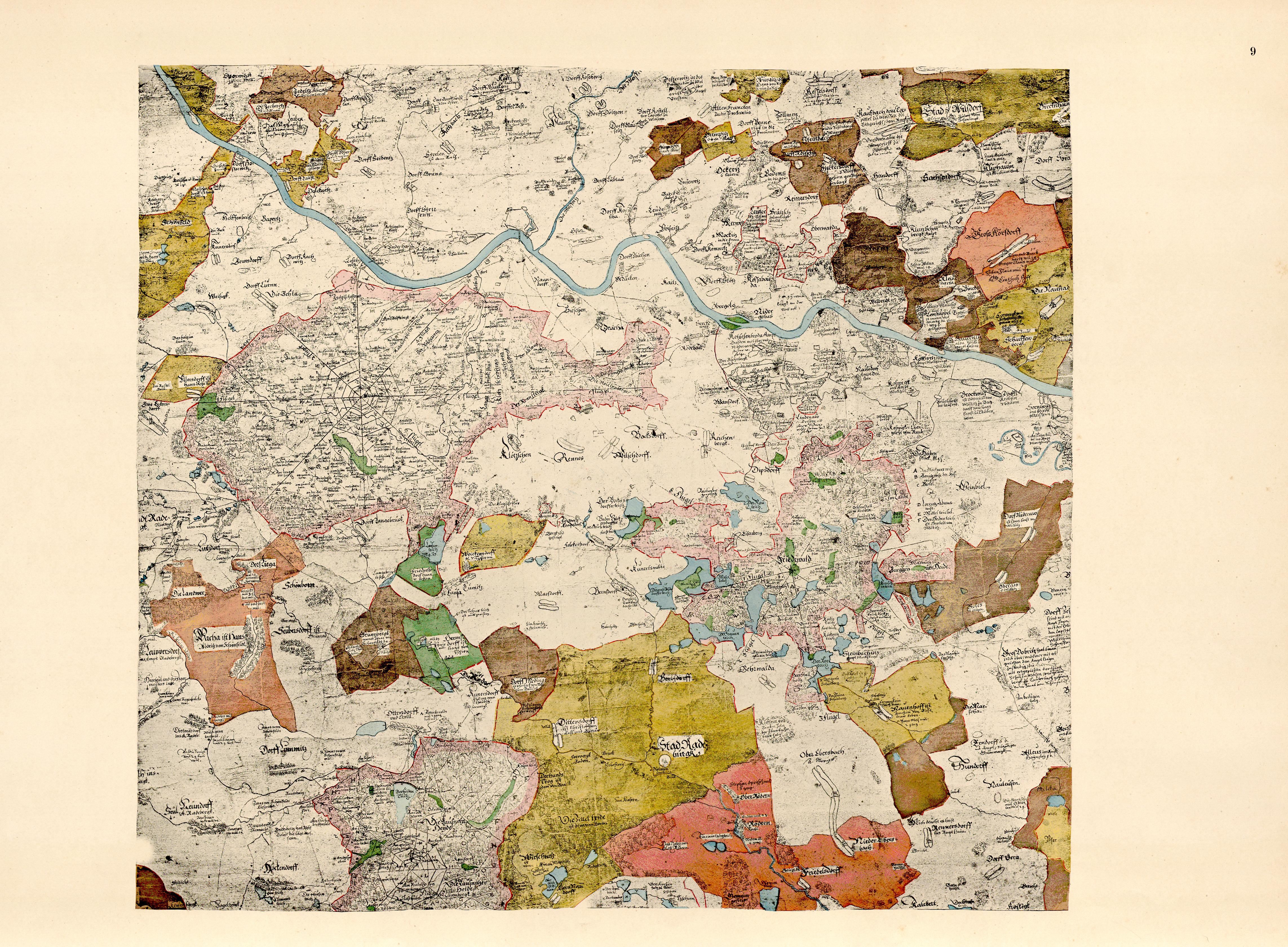
Oeder, Tafel IX mit Dresden (Süden oben!)

Berliner Meilenblätter (1781–1810): Bildmitte quer: Heinrich-Zille-Straße von der Winzerstraße im Osten bis zur Moritzburger Straße im Westen

Die Altstraße verläuft entlang eines historischen, bereits um 1600 bei Matthias Oeder anlässlich der Ersten Kursächsischen Landesaufnahme verzeichneten Viehwegs.
Seit dem späten 19. Jahrhundert hieß der westliche Teil bis zum Rosa-Luxemburg-Platz Grenzstraße als Ausdruck dessen, dass sie die Kommunalgrenze zwischen Kötzschenbroda und Niederlößnitz bildete. Der Ostteil hieß Magdalenenstraße wegen der Lage am Magdalenenasyl „Talitha kumi“.
Die Grenzstraße wurde 1933 in Franz-Seldte-Straße umbenannt, der Ostteil 1934 in Ludendorffstraße.
Im Jahr 1945 erfolgte die Widmung des durchgehenden Straßenzugs als Heinrich-Zille-Straße, zu Ehren des Grafikers und Malers Heinrich Zille.

## Anwohner
Der sächsische Generalmajor Karl Friedrich von Süßmilch genannt Hörnig setzte sich Mitte des 19. Jahrhunderts auf der heutigen Heinrich-Zille-Straße 61 in einem „Landhaus spätbiedermeierlichen Charakters“ mit Weinberggrundstück zur Ruhe.
Ab 1897 lebte der „Tonkünstler“ Heinrich Germer in Niederlößnitz, wo er am 4. Januar 1913 als Eigentümer der Villa Josephine (Nr. 68) verstarb.